# Calocaris barnardi
Calocaris barnardi is een tienpotigensoort uit de familie van de Axiidae. De wetenschappelijke naam van de soort is voor het eerst geldig gepubliceerd in 1914 door Stebbing.